# Prohibicionismo
Prohibicionismo es una filosofía del derecho y teoría política que se utiliza con frecuencia en el cabildeo que sostiene que los ciudadanos se abstendrán de realizar acciones si las acciones se tipifican como ilegales (es decir, prohibidas) y las autoridades hacen cumplir las prohibiciones. Esta filosofía ha sido la base de muchos actos de ley estatutaria a lo largo de la historia, sobre todo cuando un gran grupo de una población determinada desaprueba y / o se siente amenazada por una actividad en la que participa un grupo más pequeño de esa población, y busca hacer que esa actividad esté legalmente prohibida.

## Ejemplos
Los actos de prohibición han incluido prohibiciones sobre tipos de ropa (y prohibiciones sobre la falta de ropa), prohibiciones sobre juegos de azar y bailes exóticos, la prohibición de drogas (por ejemplo, prohibición de alcohol y el estatus legal del consumo de cannabis en el mundo), prohibición de fumar y prohibición de armas. De hecho, el período de prohibición en los Estados Unidos entre 1920 y 1933 debido a la decimoctava enmienda y la Ley Volstead a menudo se denomina simplemente "Prohibición", al igual que la "Guerra contra las drogas" que la sucedió.

## Críticas
Se ha criticado el éxito de una medida de prohibicionismo, ya que a menudo depende demasiado de la aplicación efectiva de la legislación pertinente. Algunas personas han argumentado que esto se debe a que la mayoría de los objetivos del prohibicionismo están en la categoría de crimen sin víctimas, donde afirman que el daño que proviene del crimen es inexistente, cuestionable o solo para la persona que realiza el acto e incluso entonces la magnitud del daño es relativamente pequeño. Según esta interpretación, la aplicación se convierte en un conflicto entre la violación de la estatua y la violación del libre albedrío. Dado que los actos prohibidos a menudo son agradables, la ejecución es a menudo la opción más dañina para el individuo. Esto a veces da como resultado leyes que rara vez son aplicadas por alguien que no tenga una motivación financiera o personal para hacerlo.
También se critica la dificultad de hacer cumplir las leyes prohibicionistas por dar lugar a una aplicación selectiva, en la que los encargados de hacer cumplir la ley seleccionan a las personas a las que desean enjuiciar en función de otros criterios, lo que resulta en discriminación por motivos de raza, cultura, nacionalidad o situación económica. Por ejemplo, el filósofo estadounidense Noam Chomsky ha criticado la prohibición de las drogas como una técnica de control social de las "llamadas clases peligrosas".
Las leyes basadas en el prohibicionismo tienen el problema adicional de llamar la atención sobre el comportamiento que intentan prohibir. Esto puede hacer que el comportamiento sea interesante y emocionante, y hacer que aumente su popularidad. Esto está esencialmente en relación con el efecto Streisand.